# Aux remparts
Aux remparts (en allemand : Mann an der Klostermauer) est un tableau du peintre allemand Carl Gustav Carus, réalisé en 1818.

## Description
Le thème principal du tableau : les remparts, traversent toute la largeur du tableau. À l'arrière plan on peut observer le clocher et le toit d'une église. Au premier plan, on voit un homme de dos qui contemple ou se recueille devant les remparts.

## Historique
Carl Gustav Carus peint Aux remparts en 1818.